# Курзив
Курзив (лат. cursus) у типографији представља тип слова која су удесно накошена, и која изгледају готово као да су писана руком. Овакав тип слова служи за истицање појединих речи, навода или у друге стилске сврхе.

## Историја писма
Курзив је као писмо настао почетком 16. века у Италији. Италијански словорезач Франческо Грифо да Болонга израдио је курзивни фонт Антикву за Алда Манзурија, који је 1501. године тим фонтом штампао Вергилија.
Палеографи Старе Грчке су своје рукописе делили на две основне категорије - књижевно писмо и курзивно писмо. Књижевно писмо је било лепо украшено писмо, којим су се писали сви службени документи и разна књижевна дела. За разлику од књижевног писма, курзивно писмо се користило приликом писања у свакодневном животу.
Курзивно писмо, такође налазимо у најстаријем словеначком писму - глагољици. Глагољицу је саставио Ћирило 863. године, а назив је добила по старословенској речи ,,глагољати", што значи говорити. Глагољица је састављена као налик на грчко курзивно писмо.

## Употреба
Наслови се у књигама обично пишу већим фонтом, или великим словима (или обоје). Када се књига састоји из делова који садрже наслове, поглавља и поднаслове, често у помоћ ускаче и курзив. 
Осим писања наслова, курзивом се неретко пишу и наводи (цитати), а понекад и предговори књига. Курзив се такође употребљава приликом истицања страних речи у тексту, где се коришћена страна реч поставља у заграду, а као фонт се користи курзив.